# Erich Möller
Erich Möller (ur. 3 maja 1905 w Hanowerze  – zm. 24 maja 1964 w Bad Harzburg) – niemiecki kolarz torowy i szosowy, trzykrotny medalista torowych mistrzostw świata.

## Kariera
Pierwszy sukces w karierze Erich Möller osiągnął w 1922 roku, kiedy zdobył brązowy medal szosowych mistrzostw kraju w wyścigu ze startu wspólnego. Rok później wygrał wyścig Rund um Berlin, a w 1924 roku został mistrzem kraju. W 1930 roku wystartował na torowych mistrzostwach świata w Brukseli, gdzie zwyciężył w wyścigu ze startu zatrzymanego zawodowców. W 1931 roku zdobył srebrny medal w tej samej konkurencji na mistrzostwach świata w Kopenhadze, ulegając tylko swemu rodakowi Walterowi Sawallowi. Ostatni medal wywalczył podczas rozgrywanych w 1932 roku mistrzostw świata w Rzymie, gdzie rywalizację zakończył na trzeciej pozycji, za Georges'em Paillardem z Francji oraz Walterem Sawallem. Ponadto pięciokrotnie zdobywał medale krajowych mistrzostw w kolarstwie torowym, w tym dwa złote. Nigdy nie wystąpił na igrzyskach olimpijskich.